# Associazione Sportiva Roma 1992-1993
Questa voce raccoglie le informazioni riguardanti l'Associazione Sportiva Roma nelle competizioni ufficiali della stagione 1992-1993.

## Stagione

Da sinistra: il capitano romanista Giuseppe Giannini, l'arbitro Van der Ende e il capitano dortmuniano Zorc nei convenevoli prima dell'andata dei quarti di Coppa UEFA.

Viene ingaggiato il tecnico slavo Vujadin Boškov al posto di Ottavio Bianchi. I colpi del mercato, dopo la cessione di Rudi Völler, furono il centrocampista della Stella Rossa Siniša Mihajlović e Claudio Caniggia, attaccante argentino dell'Atalanta che a tre quarti di stagione subì una squalifica di un anno per doping.
Nonostante un girone di andata affannoso, con la squadra più volte invischiata nella zona retrocessione (memorabile la contestazione a giocatori e società al termine di Roma-Sampdoria), la compagine capitolina, rivelatasi inizialmente refrattaria alle indicazioni dell’allenatore e penalizzata in campo da un Caniggia ingovernabile, recuperò posizioni e chiuse il campionato al decimo posto. La squadra raggiunse inoltre la finale della Coppa Italia, persa con una mancata rimonta, con la vittoria per 5-2 in casa (dopo aver perso per 3-0 all'andata) contro il Torino.
In Coppa UEFA la squadra uscì ai quarti di finale contro il Borussia Dortmund. Proprio durante il decisivo retour match al Westfalenstadion del 18 marzo 1993, sul versante dirigenziale il controverso presidente Giuseppe Ciarrapico venne arrestato per il crack del Banco Ambrosiano; nel maggio seguente il generale Ciro Di Martino subentrò ad interim alla testa del club.
Il 28 marzo 1993, a diciassette anni, Francesco Totti fa il suo esordio in Serie A, nella gara contro il Brescia, vinta per 2-0 dalla Roma: è l’inizio di una lunga carriera che durerà venticinque anni e ne farà il giocatore più rappresentativo della storia del club.

## Divise e sponsor

Thomas Häßler in azione con la divisa casalinga all red

Lo sponsor tecnico è Adidas, lo sponsor ufficiale è Barilla. La prima divisa è costituita da maglia rossa con colletto a polo, pantaloncini rossi e calzettoni rossi, tutti e tre presentanti come decorazione le tre strisce Adidas in giallo. In trasferta i Lupi usano una costituita da maglia bianca con colletto a polo, pantaloncini bianchi, calzettoni bianchi, tutti e tre presentanti come decorazione le tre strisce Adidas in giallorosso. I portieri usano tre divise: la prima costituita da maglia rosa con colletto a polo nero e maniche giallo scuro, pantaloncini neri e calzettoni neri, la seconda da maglia rosa con colletto a polo nero, pantaloncini e calzettoni dello stesso colore, la terza nera con la scritta "USA" in giallo e addome in verde abbinata agli stessi calzettoni e pantaloncini.
| Casa | Trasferta | 1ª portiere | 2ª portiere | 3ª portiere |

## Organigramma societario
Di seguito l'organigramma societario.
Area direttiva
- Presidente: Giuseppe Ciarrapico, poi da maggio Ciro Di Martino

Area tecnica
- Direttore sportivo: Emiliano Mascetti
- Direttore tecnico: Vujadin Boškov
- Allenatore: Narciso Pezzotti

## Rosa

Un giovane Francesco Totti, futura bandiera giallorossa, fa in questa stagione le sue prime sortite in prima squadra

Di seguito la rosa.
| N. |                    | Ruolo | Calciatore          |
| -- | ------------------ | ----- | ------------------- |
|    | Italia (bandiera)  | P     | Giovanni Cervone    |
|    | Italia (bandiera)  | P     | Giampaolo Di Magno  |
|    | Italia (bandiera)  | P     | Patrizio Fimiani    |
|    | Italia (bandiera)  | P     | Giuseppe Zinetti    |
|    | Brasile (bandiera) | D     | Aldair              |
|    | Italia (bandiera)  | D     | Silvano Benedetti   |
|    | Italia (bandiera)  | D     | Amedeo Carboni      |
|    | Italia (bandiera)  | D     | Antonio Comi        |
|    | Italia (bandiera)  | D     | Luigi Garzya        |
|    | Italia (bandiera)  | D     | Sebastiano Nela     |
|    | Italia (bandiera)  | D     | Emilio Pellegrino   |
|    | Italia (bandiera)  | D     | Fabio Petruzzi      |
|    | Italia (bandiera)  | D     | Dario Rossi         |
|    | Italia (bandiera)  | D     | Antonio Tempestilli |

| N. |                           | Ruolo | Calciatore                   |
| -- | ------------------------- | ----- | ---------------------------- |
|    | Italia (bandiera)         | D     | Antonino Bernardini          |
|    | Italia (bandiera)         | C     | Walter Bonacina              |
|    | Italia (bandiera)         | C     | Marco Caputi                 |
|    | Italia (bandiera)         | C     | Giuseppe Giannini (capitano) |
|    | Germania Ovest (bandiera) | C     | Thomas Hässler               |
|    | Jugoslavia (bandiera)     | C     | Siniša Mihajlović            |
|    | Italia (bandiera)         | C     | Giovanni Piacentini          |
|    | Italia (bandiera)         | C     | Fausto Salsano               |
|    | Italia (bandiera)         | C     | Steven Torbidoni             |
|    | Argentina (bandiera)      | A     | Claudio Caniggia             |
|    | Italia (bandiera)         | A     | Andrea Carnevale             |
|    | Italia (bandiera)         | A     | Roberto Muzzi                |
|    | Italia (bandiera)         | A     | Ruggero Rizzitelli           |
|    | Italia (bandiera)         | A     | Francesco Totti              |

## Calciomercato
Di seguito il calciomercato.

### Sessione estiva
| Acquisti | Acquisti          | Acquisti     | Acquisti                    |
| R.       | Nome              | da           | Modalità                    |
| -------- | ----------------- | ------------ | --------------------------- |
| D        | Silvano Benedetti | Torino       | definitivo                  |
| D        | Fabio Petruzzi    | Casertana    | definitivo                  |
| C        | Siniša Mihajlović | Stella Rossa | definitivo (8.5 miliardi £) |
| C        | Francesco Statuto | Casertana    | fine prestito               |
| A        | Claudio Caniggia  | Atalanta     | definitivo (13 miliardi £)  |

| Cessioni | Cessioni                | Cessioni            | Cessioni                  |
| R.       | Nome                    | a                   | Modalità                  |
| -------- | ----------------------- | ------------------- | ------------------------- |
| P        | Ferro Tontini           | Catania             | definitivo                |
| D        | Andrea Borsa            | Carrarese           | definitivo                |
| D        | Marco Antonio De Marchi | Juventus            | fine prestito             |
| D        | Gabriele Grossi         | Lecce               | definitivo                |
| C        | Stefano Pellegrini      | Udinese             | definitivo                |
| C        | Daniele Berretta        | Vicenza             | prestito                  |
| C        | Fabrizio Di Mauro       | Fiorentina          | definitivo (7 miliardi £) |
| C        | Alessio Scarchilli      | Lecce               | definitivo                |
| C        | Francesco Statuto       | Cosenza             | prestito                  |
| A        | Rudi Völler             | Olympique Marsiglia | definitivo                |

### Sessione autunnale
| Acquisti | Acquisti | Acquisti | Acquisti |
| R.       | Nome     | a        | Modalità |
| -------- | -------- | -------- | -------- |

| Cessioni | Cessioni        | Cessioni | Cessioni   |
| R.       | Nome            | a        | Modalità   |
| -------- | --------------- | -------- | ---------- |
| C        | Sebastiano Nela | Napoli   | definitivo |
| C        | Dario Rossi     | Ternana  | prestito   |

## Risultati

### Serie A

#### Girone di andata
| Arbitro: | Mughetti (Cesena) |

|  |           |            |
|  | Marcatori | 70’ Nobile |

| Genova 13 settembre 1992, ore 16:00 2ª giornata | Genoa             | 0 – 0 referto | Roma | Stadio Luigi Ferraris (27.000 spett.)\| Arbitro: \| Pairetto (Torino) \| |
| Arbitro:                                        | Pairetto (Torino) |               |      |                                                                          |

| Arbitro: | Boggi (Agropoli) |

|                                |           |                 |
| Caniggia 15’ Giannini 20’, 58’ | Marcatori | 75’ De Vincenzo |

| Arbitro: | Pezzella (Frattamaggiore) |

|            |           |            |
| Möller 16’ | Marcatori | 20’ Aldair |

| Arbitro: | Stafoggia (Pesaro) |

|              |           |  |
| Pusceddu 48’ | Marcatori |  |

| Arbitro: | Baldas (Trieste) |

|                                                          |           |            |
| S. Benedetti 40’ Hässler 46’ Giannini 52’ Rizzitelli 65’ | Marcatori | 43’ Sammer |

| Arbitro: | Cesari (Genova) |

|                        |           |                  |
| Fonseca 44’ Careca 47’ | Marcatori | 58’ S. Benedetti |

| Arbitro: | Beschin (Legnago) |

|                                   |           |                                          |
| A. Carnevale 44’ S. Benedetti 57’ | Marcatori | 10’ (aut.) S. Benedetti 13’, 32’ Saurini |

| Arbitro: | Amendolia (Messina) |

|                         |           |              |
| Iachini 30’ Orlando 34’ | Marcatori | 71’ Caniggia |

| Arbitro: | Bazzoli (Merano) |

|                           |           |          |
| Comi 66’ A. Carnevale 90’ | Marcatori | 10’ Lupo |

| Arbitro: | Luci (Firenze) |

|               |           |              |
| Gascoigne 85’ | Marcatori | 48’ Giannini |

| Arbitro: | Trentalange (Torino) |

|                |           |  |
| Rizzitelli 90’ | Marcatori |  |

| Torino 13 dicembre 1992, ore 14:30 13ª giornata | Torino          | 0 – 0 referto | Roma | Stadio delle Alpi (21.000 spett.)\| Arbitro: \| Nicchi (Arezzo) \| |
| Arbitro:                                        | Nicchi (Arezzo) |               |      |                                                                    |

| Arbitro: | Collina (Viareggio) |

|  |           |            |
|  | Marcatori | 30’ Gullit |

| Arbitro: | Rodomonti (Teramo) |

|                                              |           |                     |
| Mihajlovic 29’ (aut.) Porrini 69’ Bordin 89’ | Marcatori | 55’ (rig.) Giannini |

| Roma 17 gennaio 1993, ore 14:30 16ª giornata | Roma                | 0 – 0 referto | Sampdoria | Stadio Olimpico di Roma (47.000 spett.)\| Arbitro: \| Amendolia (Messina) \| |
| Arbitro:                                     | Amendolia (Messina) |               |           |                                                                              |

| Arbitro: | Trentalange (Torino) |

|                       |           |                     |
| Rizzitelli 24’ (aut.) | Marcatori | 19’, 31’ Rizzitelli |

#### Girone di ritorno
| Arbitro: | Sguizzato (Verona) |

|                    |           |                  |
| Allegri 84’ (rig.) | Marcatori | 47’ A. Carnevale |

| Arbitro: | Pezzella (Frattamaggiore) |

|                                   |           |  |
| A. Carnevale 29’, 80’ Hässler 61’ | Marcatori |  |

| Foggia 14 febbraio 1993, ore 15:00 20ª giornata | Foggia            | 0 – 0 referto | Roma | Stadio Pino Zaccheria (16.407 spett.)\| Arbitro: \| Beschin (Legnago) \| |
| Arbitro:                                        | Beschin (Legnago) |               |      |                                                                          |

| Arbitro: | Cesari (Genova) |

|                           |           |               |
| Giannini 56’ Haessler 71’ | Marcatori | 28’ R. Baggio |

| Arbitro: | Quartuccio (Torre Annunziata) |

|              |           |              |
| Giannini 27’ | Marcatori | 58’ Cappioli |

| Arbitro: | Ceccarini (Livorno) |

|                |           |              |
| Battistini 45’ | Marcatori | 65’ Caniggia |

| Arbitro: | Nicchi (Arezzo) |

|             |           |                    |
| Hässler 58’ | Marcatori | 73’ (rig.) Fonseca |

| Arbitro: | Boggi (Salerno) |

|  |           |                             |
|  | Marcatori | 22’ Caniggia 26’ Mihajlovic |

| Arbitro: | Bazzoli (Merano) |

|               |           |             |
| Rizzitelli 5’ | Marcatori | 12’ Laudrup |

| Arbitro: | Rodomonti (Teramo) |

|          |           |                     |
| Lupo 63’ | Marcatori | 60’ (rig.) Giannini |

| Roma 18 aprile 1993, ore 16:00 28ª giornata | Roma               | 0 – 0 referto | Lazio | Stadio Olimpico di Roma (75.000 spett.)\| Arbitro: \| Sguizzato (Verona) \| |
| Arbitro:                                    | Sguizzato (Verona) |               |       |                                                                             |

| Arbitro: | Baldas (Trieste) |

|                               |           |            |
| Osio 4’, 77’ Pizzi 14’ (rig.) | Marcatori | 74’ Aldair |

| Arbitro: | Luci (Firenze) |

|                                                        |           |                                                     |
| A. Carnevale 23’ Muzzi 30’ Hässler 68’ (rig.) Comi 82’ | Marcatori | 16’, 44’, 59’ Aguilera 51’ Silenzi 88’ (rig.) Scifo |

| Milano 16 maggio 1993, ore 16:00 31ª giornata | Milan               | 0 – 0 referto | Roma | Stadio Giuseppe Meazza (76.000 spett.)\| Arbitro: \| Ceccarini (Livorno) \| |
| Arbitro:                                      | Ceccarini (Livorno) |               |      |                                                                             |

| Arbitro: | Felicani (Bologna) |

|                             |           |                        |
| Giannini 19’ Rizzitelli 90’ | Marcatori | 32’ Alemão 44’ Perrone |

| Arbitro: | Chiesa (Milano) |

|                                      |           |                                 |
| Invernizzi 43’ R. Mancini 89’ (rig.) | Marcatori | 74’ A. Carnevale 77’ Rizzitelli |

| Arbitro: | Collina (Viareggio) |

|                    |           |              |
| Hässler 48’ (rig.) | Marcatori | 82’ Desideri |

### Coppa Italia

#### Turni preliminari
| Arbitro: | Trentalange (Torino) |

|                                                              |           |             |
| Mihajlovic 3’ Giannini 15’ S. Benedetti 61’ A. Carnevale 88’ | Marcatori | 21’ Lorenzo |

| Arbitro: | Arena (Ercolano) |

|            |           |                                         |
| Soncin 45’ | Marcatori | 36’ Caniggia 53’ Mihajlovic 90’ Salsano |

#### Fase finale
| Arbitro: | Trentalange (Torino) |

|                                           |           |                           |
| A. Carnevale 14’, 52’ Mihajlovic 46’, 50’ | Marcatori | 79’, 82’ (rig.) Effenberg |

| Arbitro: | Pairetto (Nichelino) |

|               |           |                |
| Batistuta 84’ | Marcatori | 69’ Rizzitelli |

| Napoli 27 gennaio 1993, ore 20:30 Quarti di finale - Andata | Napoli         | 0 – 0 referto | Roma | Stadio San Paolo\| Arbitro: \| Luci (Firenze) \| |
| Arbitro:                                                    | Luci (Firenze) |               |      |                                                  |

| Arbitro: | Collina (Viareggio) |

|                                     |           |  |
| A. Carnevale 10’ Hässler 76’ (rig.) | Marcatori |  |

| Arbitro: | Pairetto (Nichelino) |

|                        |           |  |
| Muzzi 12’ Caniggia 90’ | Marcatori |  |

| Arbitro: | Pezzella (Frattamaggiore) |

|            |           |  |
| Eranio 37’ | Marcatori |  |

| Arbitro: | Amendolia (Messina) |

|                                                |           |  |
| S. Benedetti 17’ (aut.) Cois 53’ Fortunato 78’ | Marcatori |  |

| Arbitro: | Sguizzato (Verona) |

|                                                                           |           |                  |
| Giannini 22’ (rig.), 49’ (rig.), 55’ (rig.) Rizzitelli 47’ Mihajlović 65’ | Marcatori | 45’, 53’ Silenzi |

### Coppa UEFA
| Arbitro: | Díaz Vega |

|          |           |                                          |
| Baur 36’ | Marcatori | 17’, 42’ Giannini 21’ Caniggia 65’ Muzzi |

| Arbitro: | Sundell |

|             |           |  |
| Hässler 50’ | Marcatori |  |

| Arbitro: | Holzmann |

|                                           |           |  |
| Carnevale 18’ Rizzitelli 26’ Giannini 41’ | Marcatori |  |

| Arbitro: | van den Wijngaert |

|                                                    |           |                                 |
| De Vicente 36’ (rig.), 68’ Sutter 49’ Gämperle 63’ | Marcatori | 7’, 90’ Rizzitelli 30’ Caniggia |

| Arbitro: | Heynemann |

|                           |           |           |
| Aldair 59’, 90’ Muzzi 81’ | Marcatori | 85’ Şükür |

| Arbitro: | Mikkelsen |

|                           |           |                         |
| Mustafa 22’, 58’ Arif 75’ | Marcatori | 8’ Caniggia 47’ Hässler |

| Arbitro: | van der Ende |

|                |           |  |
| Mihajlović 67’ | Marcatori |  |

| Arbitro: | Krondl |

|                       |           |  |
| Reuter 40’ Sippel 46’ | Marcatori |  |

## Statistiche
Di seguito le statistiche di squadra.

### Statistiche di squadra
| Competizione | Punti | In casa | In casa | In casa | In casa | In casa | In casa | In trasferta | In trasferta | In trasferta | In trasferta | In trasferta | In trasferta | Totale | Totale | Totale | Totale | Totale | Totale | DR  |
| Competizione | Punti | G       | V       | N       | P       | Gf      | Gs      | G            | V            | N            | P            | Gf           | Gs           | G      | V      | N      | P      | Gf     | Gs     | DR  |
| ------------ | ----- | ------- | ------- | ------- | ------- | ------- | ------- | ------------ | ------------ | ------------ | ------------ | ------------ | ------------ | ------ | ------ | ------ | ------ | ------ | ------ | --- |
| Serie A      | 33    | 17      | 6       | 7       | 4       | 27      | 20      | 17           | 2            | 10           | 5            | 15           | 19           | 34     | 8      | 17     | 9      | 42     | 39     | +3  |
| Coppa Italia | -     | 5       | 5       | 0       | 0       | 17      | 5       | 5            | 1            | 2            | 2            | 4            | 6            | 10     | 6      | 2      | 2      | 21     | 11     | +10 |
| Coppa UEFA   | -     | 4       | 4       | 0       | 0       | 8       | 1       | 4            | 1            | 0            | 3            | 9            | 10           | 8      | 5      | 0      | 3      | 17     | 11     | +6  |
| Totale       | -     | 26      | 15      | 7       | 4       | 52      | 26      | 26           | 4            | 12           | 10           | 28           | 35           | 52     | 19     | 19     | 14     | 80     | 61     | +19 |

### Andamento in campionato
| Giornata  | 1  | 2  | 3 | 4 | 5  | 6 | 7  | 8  | 9  | 10 | 11 | 12 | 13 | 14 | 15 | 16 | 17 | 18 | 19 | 20 | 21 | 22 | 23 | 24 | 25 | 26 | 27 | 28 | 29 | 30 | 31 | 32 | 33 | 34 |
| --------- | -- | -- | - | - | -- | - | -- | -- | -- | -- | -- | -- | -- | -- | -- | -- | -- | -- | -- | -- | -- | -- | -- | -- | -- | -- | -- | -- | -- | -- | -- | -- | -- | -- |
| Luogo     | C  | T  | C | T | T  | C | T  | C  | T  | C  | T  | C  | T  | C  | T  | C  | T  | T  | C  | T  | C  | C  | T  | C  | T  | C  | T  | C  | T  | C  | T  | C  | T  | C  |
| Risultato | P  | N  | V | N | P  | V | P  | P  | P  | V  | N  | V  | N  | P  | P  | N  | V  | N  | V  | N  | V  | N  | N  | N  | V  | N  | N  | N  | P  | P  | N  | N  | N  | N  |
| Posizione | 14 | 15 | 8 | 7 | 10 | 8 | 10 | 13 | 14 | 13 | 13 | 11 | 12 | 14 | 15 | 16 | 12 | 12 | 9  | 9  | 9  | 10 | 10 | 10 | 9  | 9  | 9  | 10 | 10 | 11 | 10 | 10 | 10 | 10 |

Legenda:

Luogo: C = Casa; T = Trasferta. Risultato: V = Vittoria; N = Pareggio; P = Sconfitta.

### Statistiche dei giocatori
| Giocatore      | Serie A  | Serie A | Serie A     | Serie A    | Coppa Italia | Coppa Italia | Coppa Italia | Coppa Italia | Coppa UEFA | Coppa UEFA | Coppa UEFA  | Coppa UEFA | Totale   | Totale | Totale      | Totale     |
| Giocatore      | Presenze | Reti    | Ammonizioni | Espulsioni | Presenze     | Reti         | Ammonizioni  | Espulsioni   | Presenze   | Reti       | Ammonizioni | Espulsioni | Presenze | Reti   | Ammonizioni | Espulsioni |
| -------------- | -------- | ------- | ----------- | ---------- | ------------ | ------------ | ------------ | ------------ | ---------- | ---------- | ----------- | ---------- | -------- | ------ | ----------- | ---------- |
| G. Cervone     | 27       | -29     | 4           | 0          | 8            | -6           | 0            | 0            | 6          | -7         | 1           | 0          | 41       | -42    | 5           | 0          |
| G. Di Magno    | -        | -       | -           | -          | 0            | -0           | 0            | 0            | -          | -          | -           | -          | 0        | -0     | 0           | 0          |
| P. Fimiani     | 3        | -3      | 0           | 0          | 2            | -5           | 0            | 0            | 0          | -0         | 0           | 0          | 5        | -8     | 0           | 0          |
| G. Zinetti     | 6        | -7      | 2           | 1          | 1            | -0           | 0            | 0            | 2          | -4         | 0           | 0          | 9        | -11    | 2           | 1          |
| Aldair         | 28       | 2       | 5           | 0          | 7            | 0            | 2            | 0            | 7          | 2          | 0           | 0          | 42       | 4      | 7           | 0          |
| A. Benedetti   | 30       | 3       | 2           | 1          | 10           | 1            | 1            | 0            | 6          | 0          | 0           | 0          | 46       | 4      | 3           | 1          |
| A. Carboni     | 9        | 0       | 2           | 0          | 3            | 0            | 0            | 0            | 3          | 0          | 3           | 1          | 15       | 0      | 5           | 1          |
| A. Comi        | 24       | 2       | 3           | 0          | 8            | 0            | 1            | 0            | 5          | 0          | 0           | 0          | 37       | 2      | 4           | 0          |
| L. Garzya      | 29       | 0       | 4           | 0          | 9            | 0            | 0            | 1            | 7          | 0          | 0           | 0          | 45       | 0      | 4           | 1          |
| S. Nela        | 0        | 0       | 0           | 0          | 1            | 0            | 1            | 0            | 2          | 0          | 1           | 0          | 3        | 0      | 2           | 0          |
| E. Pellegrino  | 0        | 0       | 0           | 0          | 0            | 0            | 0            | 0            | -          | -          | -           | -          | 0        | 0      | 0           | 0          |
| F. Petruzzi    | 6        | 0       | 1           | 0          | 1            | 0            | 1            | 0            | 0          | 0          | 0           | 0          | 7        | 0      | 2           | 0          |
| D. Rossi       | 5        | 0       | 1           | 0          | 1            | 0            | 1            | 0            | 0          | 0          | 0           | 0          | 6        | 0      | 2           | 0          |
| A. Tempestilli | 9        | 0       | 5           | 0          | 3            | 0            | 1            | 0            | 2          | 0          | 1           | 0          | 14       | 0      | 7           | 0          |
| A. Bernardini  | 0        | 0       | 0           | 0          | 0            | 0            | 0            | 0            | -          | -          | -           | -          | 0        | 0      | 0           | 0          |
| W. Bonacina    | 32       | 0       | 9           | 1          | 10           | 0            | 1            | 0            | 7          | 0          | 3           | 1          | 49       | 0      | 13          | 2          |
| M. Caputi      | 0        | 0       | 0           | 0          | 0            | 0            | 0            | 0            | 0          | 0          | 0           | 0          | 0        | 0      | 0           | 0          |
| G. Giannini    | 29       | 9       | 7           | 0          | 9            | 4            | 3            | 0            | 8          | 3          | 2           | 0          | 46       | 16     | 12          | 0          |
| T. Hässler     | 26       | 6       | 3           | 1          | 9            | 1            | 1            | 0            | 7          | 2          | 1           | 0          | 42       | 9      | 5           | 1          |
| S. Mihajlovic  | 29       | 1       | 6           | 1          | 7            | 5            | 1            | 1            | 5          | 1          | 2           | 0          | 41       | 7      | 9           | 2          |
| G. Piacentini  | 29       | 0       | 7           | 0          | 8            | 0            | 4            | 1            | 8          | 0          | 2           | 0          | 45       | 0      | 13          | 1          |
| F. Salsano     | 25       | 0       | 3           | 1          | 6            | 1            | 0            | 0            | 6          | 0          | 0           | 0          | 37       | 1      | 3           | 1          |
| S. Torbidoni   | 0        | 0       | 0           | 0          | -            | -            | -            | -            | -          | -          | -           | -          | 0        | 0      | 0           | 0          |
| C. Caniggia    | 15       | 4       | 2           | 0          | 6            | 2            | 0            | 0            | 4          | 3          | 0           | 0          | 25       | 9      | 2           | 0          |
| A. Carnevale   | 25       | 6       | 3           | 0          | 6            | 4            | 0            | 1            | 6          | 1          | 2           | 1          | 37       | 11     | 5           | 2          |
| R. Muzzi       | 24       | 1       | 1           | 1          | 7            | 1            | 0            | 0            | 4          | 2          | 0           | 0          | 35       | 4      | 1           | 1          |
| R. Rizzitelli  | 26       | 7       | 5           | 1          | 8            | 2            | 0            | 0            | 8          | 3          | 1           | 0          | 42       | 12     | 6           | 1          |
| F. Totti       | 2        | 0       | 0           | 0          | -            | -            | -            | -            | -          | -          | -           | -          | 2        | 0      | 0           | 0          |

## Giovanili

### Piazzamenti
- Primavera: 
  - Campionato Primavera: ?
  - Coppa Italia Primavera: ?
- Allievi Nazionali: Vincitore